# Plieningen
Koordinaten: 48° 42′ N, 9° 13′ O

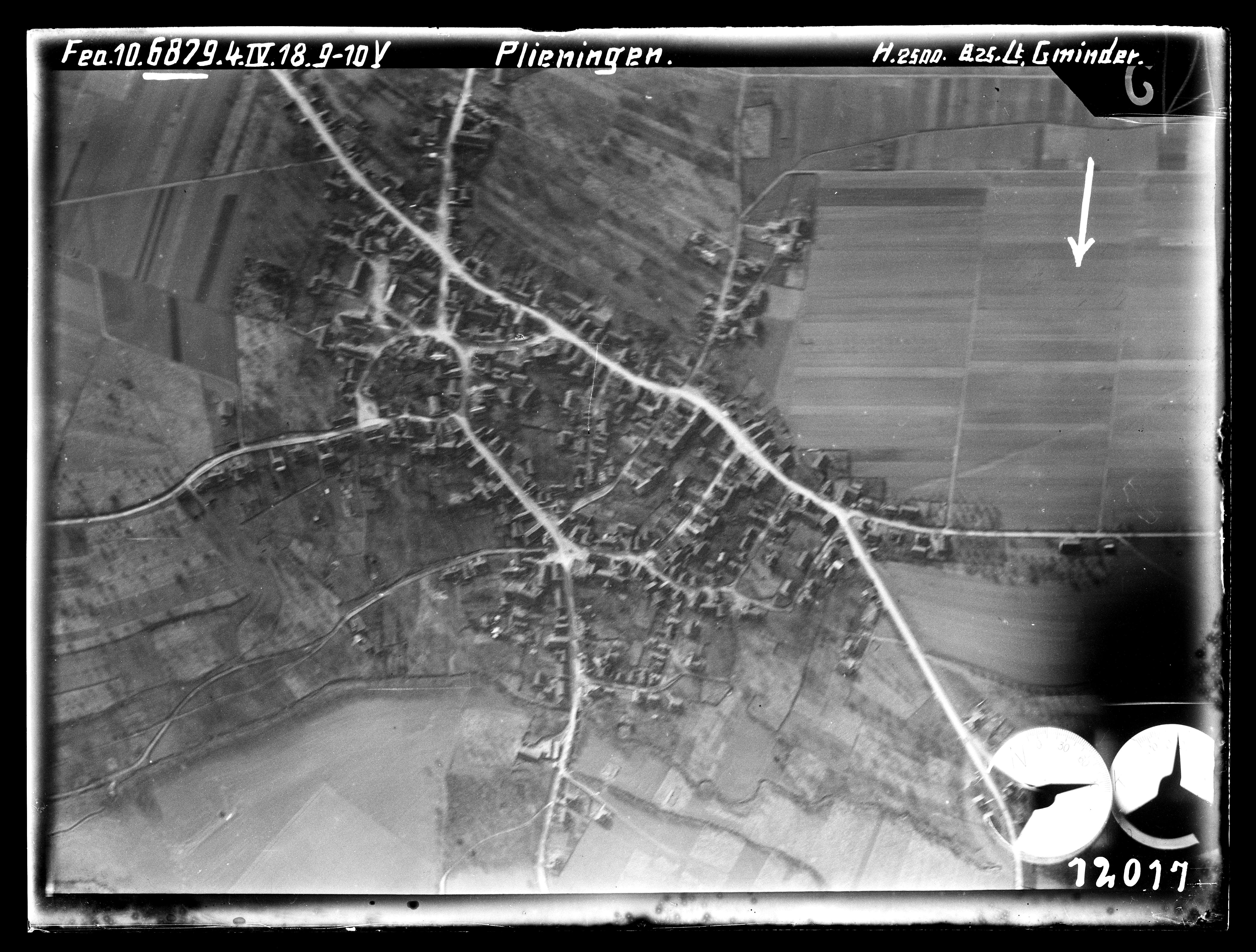
Luftbild von Plieningen, April 1918

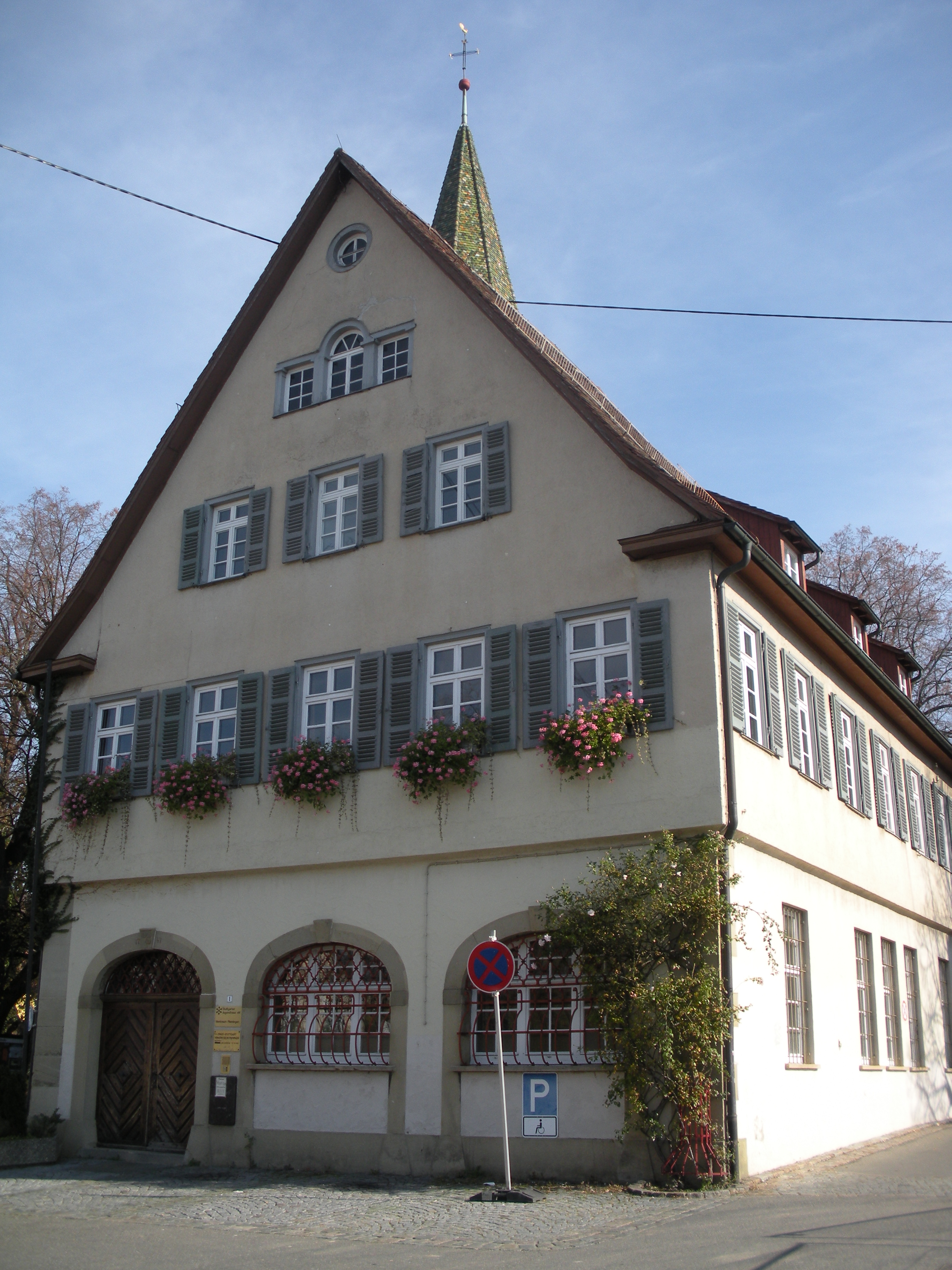
Altes Rathaus

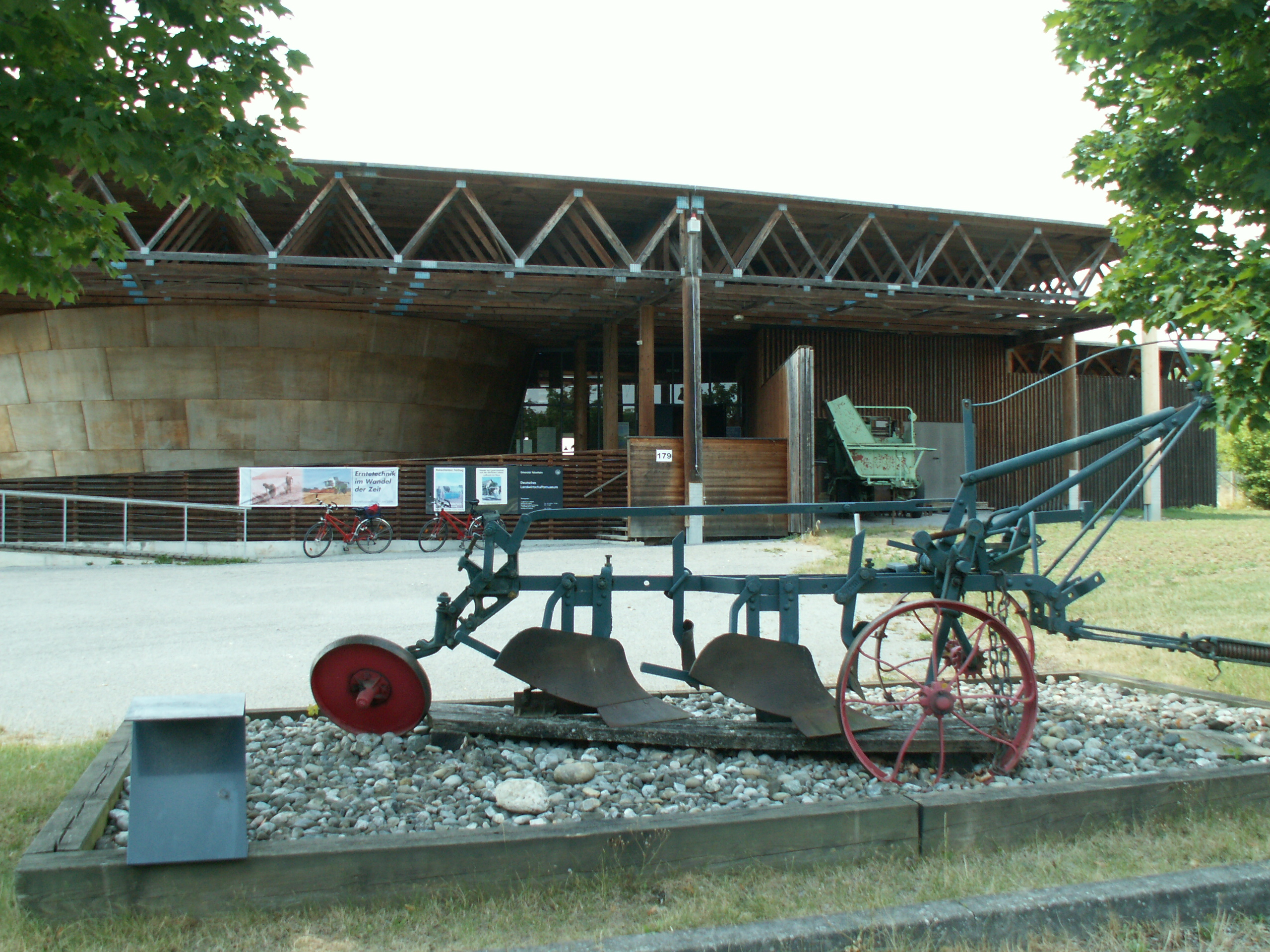
Deutsches Landwirtschaftsmuseum

Plieningen ist der südlichste Stadtbezirk von Stuttgart, rund zehn Kilometer vom Stadtzentrum entfernt auf der Filderebene gelegen. Das Schloss Hohenheim, ein Teil des Stuttgarter Flughafens und das Parkhaus der Messe Stuttgart liegen auf Plieninger Gemarkung.

## Geschichte
Eine römische Jupitersäule (280 n. Chr.) an der Körsch sowie ein Gutshof und einige Funde erinnern an die römische Besiedelung. Die alte Heerstraße (Echterdinger Straße) sowie die Paracelsusstraße sind alte Römerstraßen.
Um 500 erfolgte die Besiedelung durch die Pleonungen. Um 600 wurde die Urkirche St. Martinus als Holzbau errichtet. Sie war eine der ersten Kirchen auf den Fildern. Im 12. Jahrhundert nahm ein Hugo von Plieningen an einem Kreuzzug nach Jerusalem teil, darauf sollen die im Wappen enthaltenen drei Rosen am Rosenzweig zurückzuführen sein. Seit dem 12. und 13. Jahrhundert sind die Herren von Plieningen u. a. in Plieningen (Burg Plieningen), Esslingen, Göppingen und Kleinbottwar bezeugt. Der älteste Gewerbebetrieb Plieningens ist die Obere Seemühle aus dem 12. Jahrhundert im Körschtal. Im Laufe des 14. Jahrhunderts erwarb das Kloster Bebenhausen die Herrschaftsrechte am Ort. Das Kloster geriet während des 15. Jahrhunderts unter die Landesherrschaft der Grafschaft Württemberg. Im Jahre 1478 gab das Kloster die Niedergerichtsbarkeit an Württemberg ab. In Folge der Reformation durch Herzog Ulrich wurde Plieningen Bestandteil des Herzogtums Württemberg.
1747 wurde das Alte Rathaus im Mönchhof erbaut. 1770 ließ Herzog Carl Eugen von Württemberg das neue Schloss Hohenheim auf dem Wasserschloss erbauen. In der Folge entstand die Nachbargemeinde Birkach als Straßendorf mit der Franziska-Kirche.
Gemäß der Verwaltungsgliederung Württembergs befand sich Plieningen im Amtsoberamt Stuttgart, dem es bis 1938 angehörte. Von 1938 bis 1942 war Plieningen dem Landkreis Esslingen zugeordnet.
| Während der NS-Zeit wurden Plieningen und Birkach am 1. April 1942 nach Stuttgart zwangseingemeindet und dann als Stadtteile geführt. Bei der Einteilung der Stadt Stuttgart in Stadtbezirke im Jahre 1956 wurde der Stadtbezirk Plieningen zunächst in die drei Stadtteile Plieningen, Hohenheim und Steckfeld aufgeteilt. Dieser wird in Personalunion mit dem Stadtbezirk Birkach, der zunächst aus den Stadtteilen Birkach und Schönberg bestand, verwaltet und hat mit diesem auch ein gemeinsames Bezirksrathaus in Plieningen (Garbe). Von 1968 bis 1972 entstand dann in Plieningen der neue Stadtteil Asemwald, so dass der Stadtbezirk Plieningen vier Stadtteile hatte. Das Ende der 1990er Jahre entstandene Wohngebiet Chausseefeld wurde bei der Neugliederung der Stuttgarter Stadtteile zum 1. Januar 2001 offiziell als eigner Stadtteil von Plieningen festgelegt, so dass sich seither der Stadtbezirk Plieningen in die fünf Stadtteile Plieningen, Asemwald, Chausseefeld, Hohenheim und Steckfeld gliedert. |

## Verkehr

### Straßen
Über zwei Landesstraßen ist Plieningen direkt an die A 8 (Karlsruhe–München), die B 27 (Stuttgart–Tübingen), den Flughafen und an die Messe angebunden.

### Öffentlicher Verkehr
Den öffentlichen Personennahverkehr auf der Schiene bedient die Stadtbahnlinie U3 von Plieningen über Möhringen nach Vaihingen. Sie verkehrt heute auf der einstigen Bahnstrecke Stuttgart-Möhringen–Stuttgart-Hohenheim, die 1888 von der Filderbahn-Gesellschaft eröffnet wurde und im Laufe der Jahre in die Straßenbahn Stuttgart integriert wurde. Die Stadtbahn hält jedoch nur am Rande Plieningens, als Zubringer dienen mehrere überörtliche Buslinien. So verkehren im Stadtbezirk die SSB-Buslinien 65 (Flughafen (SAB)–Obertürkheim), 70 (Plieningen–Hoffeld), 73 (Degerloch–Neuhausen), 74 (Degerloch–Nürtingen) und 76 (Degerloch–Echterdingen) sowie die Buslinie 122 der GR Omnibus GmbH (Flughafen–Esslingen).

### Radverkehr
Durch Plieningen verläuft die Hauptradroute (HRR) 3 der Stadt Stuttgart. Sie verbindet Plieningen über Birkach, Degerloch (Waldau) und Stuttgart-Süd (Bopser) mit Stuttgart-Mitte und in der anderen Richtung mit dem Flughafentunnel, der aber keine geeignete Radverkehrsverbindung nach Bernhausen darstellt. Dessen Fahrbahnen sind für den Radverkehr verboten und der Gehweg ist zwar für den Radverkehr freigegeben, aber so schmal, dass Gegenverkehr mit gewöhnlichen Fahrrädern nicht möglich ist.
Außerdem sind Hauptradrouten zweiter Ordnung vorgesehen, die aber noch nicht fertiggestellt und beschildert sind:
- HRR 51 von Möhringen über Plieningen Richtung Scharnhausen. Sie verläuft aber zum Teil auf Waldwegen.
- Die HRR 52 schließt die Universität Hohenheim an die HRR 51 Richtung Möhringen an.
- Die HRR 53 verbindet Plieningen mit Echterdingen.

Für die Zukunft ist eine Radschnellverbindung vom Stadtzentrum über die Ruhbank nach Plieningen vorgesehen.
Zudem besteht für den Freizeitverkehr die Rundstrecke Radel-Thon. Sie führt vom Fasanenhof nach Steckfeld, um Asemwald herum, streift Birkach und führt durch Schönberg weiter Richtung Sillenbuch.

## Sport
- Der 1873 gegründete Turnverein Plieningen 1873 hat rund 1300 Mitglieder, davon rund 900 in der Turnabteilung.[3]

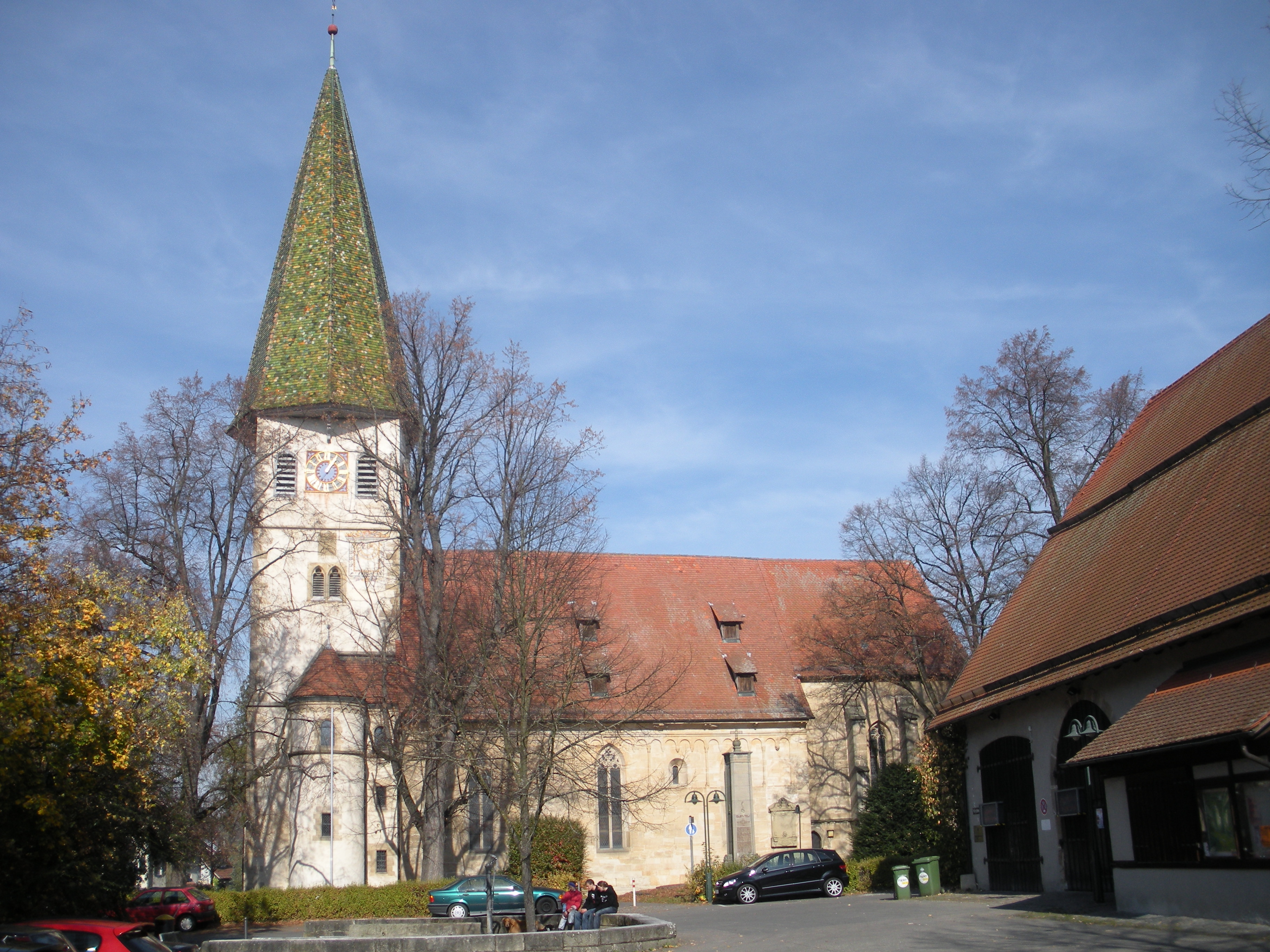
Martinskirche Plieningen

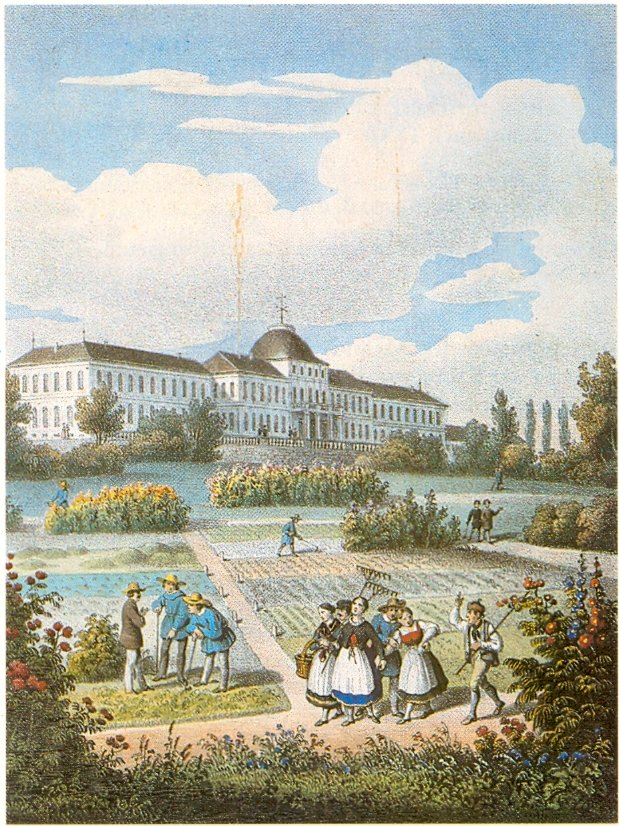
Schloss Hohenheim (circa 1845)

- 1906 wurde der Kraftsportverein Plieningen gegründet.[4]

## Kultur und Sehenswürdigkeiten

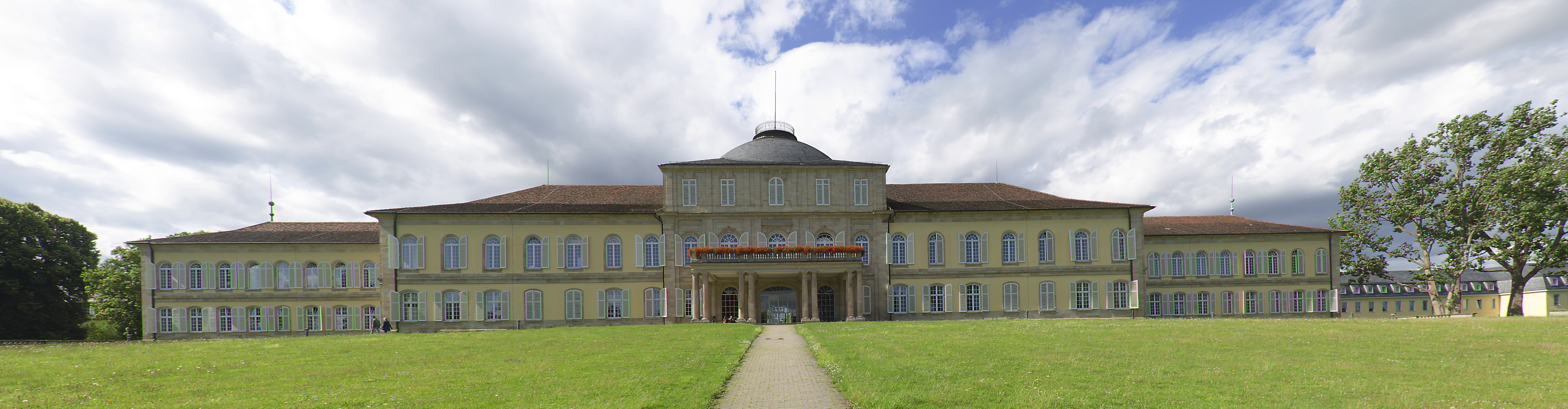
Schloss Hohenheim

- Schloss Hohenheim mit Zoologischem und Tiermedizinischem Museum
- Universität Hohenheim mit Landesarboretum (Exotischer Garten), Botanischem Garten, Deutschem Landwirtschaftsmuseum und Museum zur Geschichte Hohenheims
- Heimatmuseum Plieningen – bis 2009 im Alten Rathaus, seit Mai 2015 in der Zehntscheuer.[5]
- Evang. Martinskirche Plieningen, Denkmal und Urkirche (Steinbau aus dem 12. Jahrhundert). Gilt als Wahrzeichen von Plieningen.
- „Steinernes Kreuz“ (Neuhauser Straße) und „Bildstockstein“ (Echterdinger Straße)
- Mönchhof (historisches Zentrum)
- Körschtal mit der Oberen und Unteren Mühle und dem Mühlensee

### Museen
- Das Museum Bob Forstner Stuttgart[6] stellt etwa 28 alte Fahrzeuge von Lamborghini aus.[7] Es wird als eine der größten Lamborghini-Sammlungen weltweit bezeichnet.[8]
- Das Heimatmuseum Plieningen bietet eine umfangreiche Sammlung von Artefakten und Dokumenten, die das Leben und die Geschichte von Plieningen und seiner Umgebung veranschaulichen. In der historischen Zehntscheuer untergebracht, vermittelt das Museum einen lebendigen Eindruck der lokalen Kultur und Geschichte.[9]

## Politik
Dem Bezirksbeirat Plieningen gehören auf Grund der Einwohnerzahl des Stadtbezirks 12 ordentliche und ebenso viele stellvertretende Mitglieder an. Seit der letzten Kommunalwahl 2024 gilt folgende Sitzverteilung:
- CDU: 3
- Bündnis 90/Die Grünen: 3
- SPD: 2
- AfD: 1
- Freie Wähler: 1
- FDP: 1

### Wappen
| Wappen von Plieningen | Blasonierung: „In Blau drei (2:1) gefüllte, fünfblättrige silberne Rosen mit goldenen Kelchblättern.“ |
| Wappen von Plieningen | Wappenbegründung: Das älteste bekannte Wappen des Dorfes stammt aus dem Jahr 1618 und zeigt im oberen Teil die württembergische Hirschstange und im unteren Teil zwei Rosenstöcke mit je zwei Rosen. Das älteste Siegel ist jedoch von 1773 bekannt und zeigt nur die drei Rosen. Alle späteren Siegel zeigen die drei Rosen, die Farben wurden 1920 festgelegt und 1935 offiziell verliehen. Die Herkunft der Rosen ist nicht bekannt. |

## Persönlichkeiten
- Helisäus Röslin (1545–1616), Mediziner, Astrologe, Chronologe und Geograph
- Johann Georg Hartmann (1731–1811), württembergischer Hof- und Domänenrat
- Christian Gottlieb Göz (1746–1803), Pfarrer in Plieningen und Hohenheim
- Georg Ludwig von Breuning (1750–1814), württembergischer Oberamtmann
- Friedrich Hänssler senior (1892–1972), Verleger und Komponist
- Winfried Kretschmann (* 1948), Ministerpräsident von Baden-Württemberg, wohnte in Plieningen während seines Studiums[12]